# Чмирівка (Білоцерківський район)

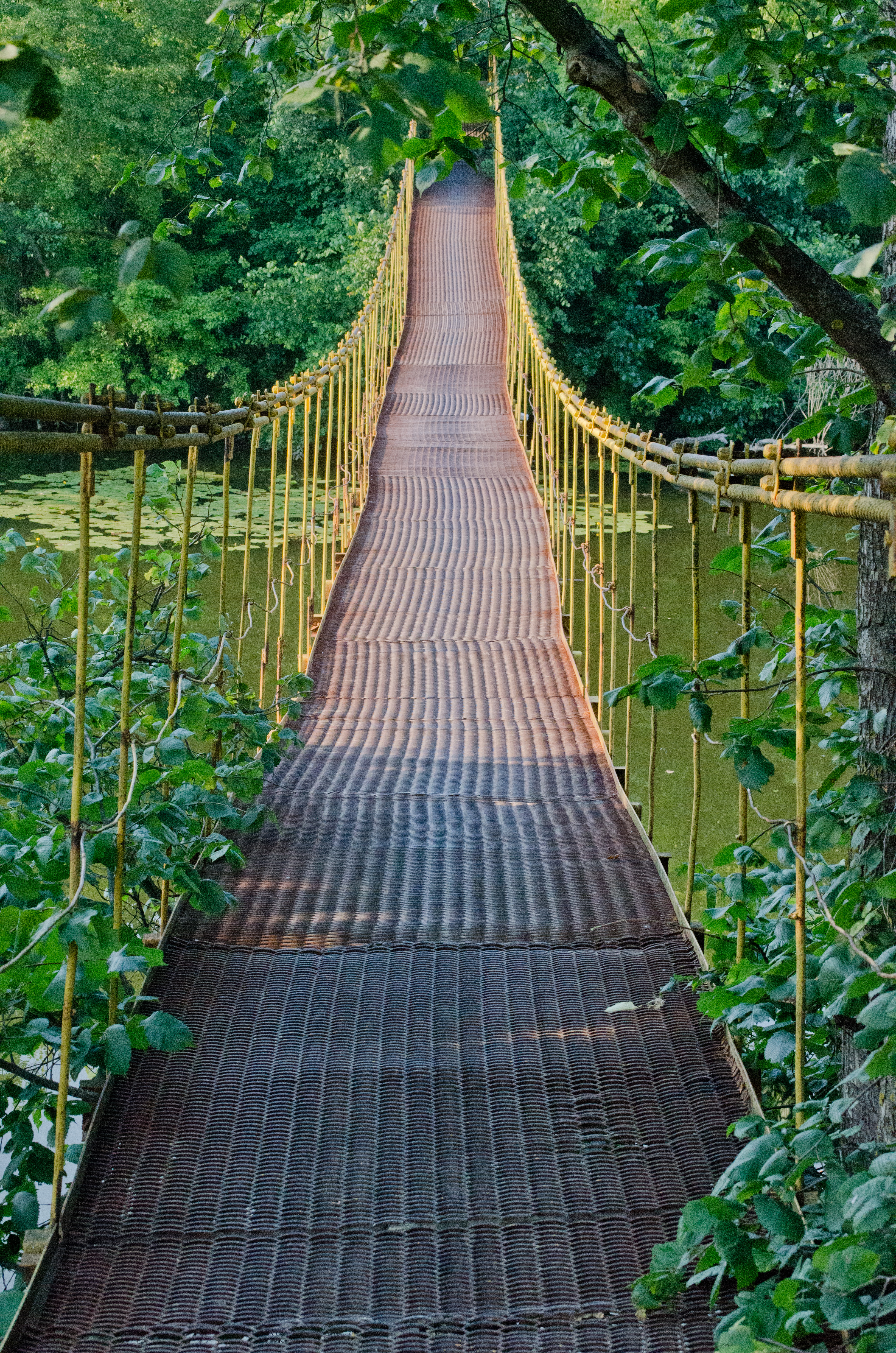
Підвісний міст через річку Рось у Чмирівці

Чмирі́вка — село в Білоцерківському районі Київської області. Розташоване при впадінні річки Кам'янка у річку Рось.
Засноване — 16 століття
Населення — близько 300 жителів

## Відомі люди
- Поліщук Антін Васильович — козак 4-ї Київської дивізії Армії УНР, Герой Другого Зимового походу.
- Осип Васильович Цебрій — анархіст махновець, відомий тим що воював за анархізм в період Другої Світової війни.

## Джерело
- Облікова картка на сайті ВРУ[недоступне посилання з серпня 2019]

| Україна | Це незавершена стаття з географії України. Ви можете допомогти проєкту, виправивши або дописавши її. |